# Brice Goldsborough
Pour les articles homonymes, voir Goldsborough.
Brice Herbert Goldsborough, né le 20 mars 1889 à Sioux City et mort le 23 décembre 1927 dans l'océan Atlantique lors d'un accident d'avion au large du dominion de Terre-Neuve, est un mécanicien américain concepteur d'instruments d'aviation chez Sperry Gyroscope.
Fondateur de la Pioneer Instrument Company (en), il a volé à bord du Spirit of St. Louis avec Charles Lindbergh lors de deux vols d'essai. Il est mort en tentant de traverser l'océan Atlantique avec Frances Wilson Grayson à bord du Dawn.

## Biographie
Brice Goldsborough est né à Sioux City dans l'Iowa, le 30 mars 1889. Il a un frère nommé Charles Frances Goldsborough.
En 1910, il sert dans la marine américaine et vit à Washington DC où il travaille comme électricien. Il déménage à Long Island et plus tard à Manhattan. Après avoir servi deux mandats de quatre ans dans la Marine, avec Morris Titterington (en), l'inventeur du compas à induction au sol, ils fondent la Pioneer Instrument Company en 1919. En 1923, ils installent l'entreprise au 754 Lexington Ave. à Brooklyn, après avoir acheté la Brandis & Sons Company. Charles H. Colvin (en) rejoint l'entreprise et est élu président, avec Goldsborough et Titterington comme vice-présidents.
Avec Walter Beech, il remporte le Ford Reliability National Air Tour de 1926 à bord de leur avion Travel Air B6. Goldsborough vole également avec Charles Lindbergh à bord du Spirit of St. Louis lors de vols d'essai depuis Curtiss Field en tant qu'« expert en instruments » le 13 mai 1927 pendant 10 minutes et le 15 mai 1927 pendant 15 minutes. Le vol record de Lindbergh a lieu les 20 et 21 mai 1927.
Le 23 décembre 1927, Frances Wilson Grayson, avec Brice H. Goldsborough comme navigateur, quitte Curtis Field pour Harbour Grace à Terre-Neuve. Son plan est de partir de Terre-Neuve sur un vol transatlantique record vers Londres le jour de Noël. Son avion, The Dawn, est piloté par Oskar Omdal, lieutenant de la marine norvégienne. Grayson a sans doute prévu de piloter l'avion à tour de rôle avec lui. Goldsborough est le navigateur et Frank Koehler l'opérateur radio. L'avion n'a jamais atteint Terre-Neuve. Il existe plusieurs récits de réception de messages radio de l'avion alors qu'il était en détresse. Les corps et l'avion n'ont jamais été retrouvés.
Son fils, Frank Goldsborough (en) mourra aussi dans un accident d'avion en 1930.

## Hommages
En 1928, l'arpenteur général de l'Ontario a nommé un certain nombre de lacs du nord-ouest de la province en hommage aux aviateurs qui avaient péri en 1927, principalement lors de tentatives de vols océaniques. Il s'agit notamment du lac Goldsborough (50,70°N 89,34°O), du Lac Grayson (50,88°N 89,43°O) et du lac Omdahl [sic] (50,81°N 89,49°O) qui se trouvent tous à proximité les uns des autres dans le parc provincial Wabakimi,.